# Eubergia radians
Eubergia radians är en fjärilsart som beskrevs av Paul Dognin. Eubergia radians ingår i släktet Eubergia och familjen påfågelsspinnare. Inga underarter finns listade i Catalogue of Life.